# اژدهاک (برخوانی)
«اژدهاک» یک تک‌گوییِ کوتاه از گونهٔ برخوانی و از کارهای آغازینِ بهرام بیضایی است.

## متن
متن، به گفتهٔ نویسنده، نوشتهٔ زمستانِ ۱۳۴۰ است. نخست در ماهنامهٔ پیام نوین (اردیبهشتِ ۱۳۴۵) و سپس‌تر در جُنگِ کتاب روشن (۱۳۷۰) و کتابِ سه برخوانی (۱۳۷۶) و جلدِ یکُمِ دیوان نمایش (۱۳۸۲) منتشر شده است.

## نمایش
این نمایشنامه را بیضایی به نمایش درنیاورده است.

## به زبان‌های دیگر
ترجمهٔ انگلیسیِ این متن سالِ ۱۴۰۱ در کتابِ Naqqali Trilogy منتشر شد.